# Előre (napilap, 1953–1989)
Az Előre a Bukarestben 1947. szeptember 1-jén indult Romániai Magyar Szó című „országos demokratikus napilap” folytatása 1953. április 1-jétől 1989. december 22-ig, amikor ismét Romániai Magyar Szó lett.
A Román Népköztársaság, 1965 szeptemberétől Románia Szocialista Köztársaság néptanácsainak lapja: átmenetileg alcíme „Országos politikai napilap”, 1973. december 1-jétől „A Szocialista Egységfront Országos Tanácsának napilapja”, majd „A Szocialista Demokrácia és Egység Frontja Országos Tanácsának napilapja”. Felelős szerkesztője 1956-ig Robotos Imre, 1957-től Szilágyi Dezső. Terjedelmi adottságainál fogva a legrészletesebben és az egész országra kiterjedően tájékoztatott az akkori stílusban a „szocialista építés” eredményeiről és feladatairól, teljes terjedelemben közölte a pártdokumentumokat és a román nyelvű központi pártlappal, a Scînteiával azonos „pontossággal” számolt be az ország belső életében jelentős konferenciákról és kongresszusokról.
Amikor a lap új nevét felvette, néhány soros közlemény jelezte a címváltozás értelmét: „A román dolgozó nép oldalán a magyar dolgozók is kiveszik részüket közös hazánk, a Román Népköztársaság felvirágoztatásáért vívott nagyszerű harcból. Sajtónknak az a feladata, hogy további eredményekre ösztönözze a dolgozókat; haladjanak szüntelenül előre a szocializmus építésének útján. Ezt a nemes célt fejezi ki lapunk új címe: Előre.” Beszámolt a romániai magyar nyelvű irodalmi, színházi, zenei és képzőművészeti, nemkülönben tudományos élet eseményeiről, rendszeresen közölt könyvrecenzióit és színházi kritikáit – főleg Szőcs István vitaébresztő tollából – mind a hat magyar színház és opera, valamint a műkedvelés teljesítményeiről, szolgálja a román-magyar kulturális közeledést és az egyetemes kultúra terjesztését. 1968 elején vasárnapi mellékletet indított, amely előbb "Irodalom-Művészet" (1968-70), majd (1971-től) "Vasárnap" cím alatt jelent meg. A melléklet szerkesztői – előbb Domokos Géza, majd Lászlóffy Aladár – helyet adtak sok tanulmányírónak, kritikusnak, novellistának és költőnek.
Jelentős volt a lap hozzájárulása az Ady-kérdés, Móricz Zsigmond jelentőségének tudatosítása, Orbán Balázs ébresztése, Bălcescu közös román-magyar hagyományok közé sorolása tekintetében. Beke György beszélgetései magyar és román írókkal A barátság húrjain című sorozat keretében, Kacsír Mária interjúja Jancsó Elemérrel, Méliusz Józsefé Szemlér Ferenccel, Kovács Jánosé Marin Predával, Izsák József portréja Szabédi Lászlóról a „haladó értelmiség” szerepét tudatosította a magyar-román kulturális kapcsolatok területén. A riportot Barabás István, Beke György, Balogh József, Csire Gabriella, Marosi Barna, Marosi Ildikó, Panek Zoltán emelte irodalmi színvonalra. Különösen a fiatal nemzedék alkotói, főleg a költők jelentkeztek nagy számban s jelentős alkotásokkal. Méliusz József párizsi, Sütő András római, Lőrinczi László olaszországi úti élménye, Marton Lili emlékezése a két világháború közötti írókra, Bretter György filozófiai szemináriuma, Bajor Andor szatíra-sorozata, Majtényi Erik szellemes esszésorozata, Farkas Árpád, Lászlóffy Aladár, Szász János lírai hőfokú publicisztikája s jól válogatott képzőművészeti anyag egészítette ki a lap esztendőkön át folyamatos irodalmi-művészeti mellékletének körképét.
Az Előre közügyi kibontakozását jelezte a tudományos tájékoztatás megnövekedése, a termelési kérdések (Stern János) és műszaki problémák rendszeres feldolgozása (Sisak Ferenc), a természettudományi ismeretek, a modern világkép gondos művelése. E téren jórészt a lapnak köszönhető a romániai magyar írásbeliség kiterjesztése a tudományos-műszaki forradalom megkövetelte minden közügyi ágazatra. Amint azonban az 1970-es évek során A Hét, a Művelődés és mellékleteik a közművelődés számára egyre erősödő, önálló fórumokat teremtettek, maga az Előre egyre inkább a termelési kérdések feldolgozását vállalta napi feladatként, s mind a XII. pártkongresszus, mind a Szocialista Demokrácia és Egység Frontja általános irányadásának gazdasági-politikai szócsöve lett. 